# Fritz Mandl (Industrieller)
Fritz Mandl (* 9. Februar 1900 in Wien; † 8. September 1977 ebenda) war ein international tätiger österreichischer Industrieller, der in der Metall- und Rüstungsindustrie aktiv war.

## Leben

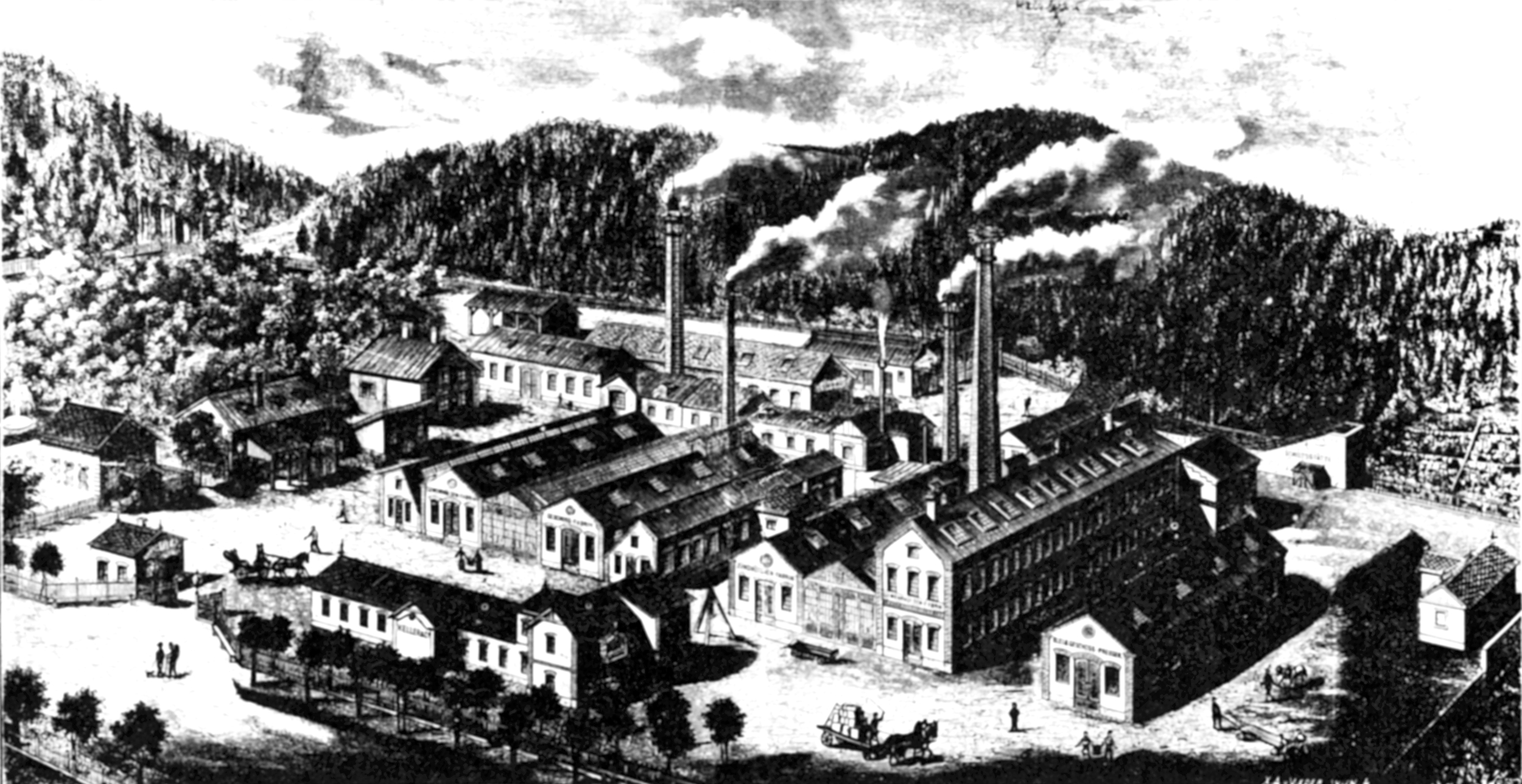
Hirtenberger Patronenfabrik (um 1895)

Mandl, der spätere „Patronenkönig“, war der Sohn von Alexander Mandl (1861–1943), einem österreichischen Industriellen und Generaldirektor der Hirtenberger Patronenfabrik (siehe auch: Wöllersdorfer Werke). Alexander Mandl trat 1910 aus dem mosaischen Glauben aus. Mandls Mutter, Maria Mohr aus Graz, war Katholikin, und der Junge wurde katholisch erzogen. Er absolvierte das Piaristengymnasium Krems, rückte 1918 als Einjährig-Freiwilliger ein, studierte Chemie und trat 1920 unter der Generaldirektion seines Vaters in die Hirtenberger Patronenfabrik ein.
1921 belieferte die Hirtenberger Patronenfabrik Polen mit Rüstungsgütern im Krieg gegen Sowjetrussland. Kommunistische Arbeiter setzten die Fabrik deswegen in Brand. Außerdem kämpfte die Fabrik im Laufe der 1920er Jahre mit dem aus dem Vertrag von Saint-Germain resultierenden Verbot, Waffen zu exportieren.
Der junge Mandl fand Wege, um solche Schwierigkeiten zu umgehen. Ab 1924 leitete er die Fabrik (Generaldirektor 1930). Später war er auch Besitzer der Lichtenwörther Patronenfabrik und des Grünbacher Steinkohlenbergbaus. 1928 vertrat er die Hirtenberger Patronenfabrik als österreichischer Partner eines Joint-Venture im schweizerischen Solothurn. Der andere Partner, der Großkonzern Rheinmetall, mit Krupp der zweitgrößte deutsche Rüstungshersteller, war durch den Waffeningenieur Hans Eltze vertreten. So wurde die Waffenfabrik Solothurn als Tarnung für den Export deutscher und österreichischer Waffen, insbesondere Panzerabwehrkanonen und Flugabwehrkanonen unter Schweizer Etikett, benutzt.
Mittlerweile engagierte sich Mandl auch im politischen Kampf. Er finanzierte die austrofaschistische Heimwehr-Miliz, die von seinem Freund Ernst Rüdiger Starhemberg geleitet wurde. 1935 wurde er Abgeordneter zum Landtag von Niederösterreich sowie Vorsitzender des Niederösterreichischen Industriellenverbandes. Seine engen Verbindungen mit Benito Mussolini und mit der ungarischen Horthy-Diktatur nützte er auch, um die Heimwehr mit Waffen zu versorgen. Der Anfang Jänner 1933 aufgeflogene Waffenschmuggel von Italien nach Österreich und Ungarn ging als Hirtenberger Waffenaffäre in die Geschichte ein.
Seine damalige Frau, die junge Schauspielerin Hedwig Kiesler – später als Hedy Lamarr bekannt –, machte später viele seiner Gespräche mit faschistischen Persönlichkeiten öffentlich. Kiesler war ab 10. August 1933 mit Mandl verheiratet, verließ ihn aber 1937, nachdem er ihr nach ihrem Erfolg im Film Ekstase (1933), wo sie in Nacktszenen zu sehen war, jahrelang die Schauspielerei verboten hatte. Der eifersüchtige Ehemann hielt sie insbesondere am feudalen Landsitz Mandls, der Jagdvilla Fegenberg auf dem 2054 Hektar umfassenden Gut Schwarzau im Gebirge, wie eine Gefangene. Außerdem trennten das Paar auch in politischer Hinsicht Welten, da Kiesler in liberalem Milieu aufgewachsen war. Von seiner vierzehn Jahre jüngeren Frau, die er am 10. August 1933 in der Wiener Karlskirche geheiratet hatte, hatte er auch verlangt, dass sie vom jüdischen zum katholischen Glauben übertrat. Jahre zuvor wollte ihn seine Cousine, die Schauspielerin Eva May, heiraten, was er aber ablehnte. Sie beging daraufhin im September 1924 Suizid.
Durch seine Verbindungen zur Heimwehr befreundete sich Mandl auch mit deren Stabschef, dem deutschen Major Waldemar Pabst, der den Doppelmord an Rosa Luxemburg und Karl Liebknecht organisiert und sich an mehreren Putschversuchen beteiligt hatte. An diesen übertrugen Mandl und Eltze die Verantwortung für die Waffenfabrik Solothurn. Eltze ging 1933 nach der Machtergreifung der NSDAP nach Deutschland, später nach Spanien und Portugal. Mandl ging 1938 nach dem Anschluss nach Argentinien, da er für die Nationalsozialisten als Jude galt. Daher brauchten die beiden eine Vertrauensperson, die sich um die Waffenfabrik Solothurn kümmerte, und überließen Pabst die Aufgabe.
Das Reich Mandls erstreckte sich über mehrere Länder. Er hatte praktisch ein Monopol für Patronenlieferungen an Italien. In Polen konnte er als Ausgleich für die Lieferungen im polnisch-sowjetischen Krieg eine Fabrik erwerben. Außerdem besaß er eine Waffenfabrik im südholländischen Dordrecht.
1938 versuchte Mandl, eine Patronenfabrik für das portugiesische Kriegsministerium aufzubauen. Mittelsmänner des Geschäfts waren der exilierte österreichische Bankier Friedrich Ehrenfest und der Schweizer Waffeningenieur Hans de Steiger. Doch die deutschfreundliche Lobby im Ministerium wollte keinen Vertrag mit dem „Juden“ Fritz Mandl unterschreiben und konnte eine Entscheidung für Partnerschaften mit deutschen Firmen wie der Fritz Werner AG durchsetzen.
Das Scheitern des Geschäfts in Portugal zeigt den langsamen Niedergang der politischen Verbindungen Mandls unter faschistischen Regimen, die jedoch dem Weg NS-Deutschlands nur noch widerstrebend folgten. Auch in Italien konnte er sich auf die Freundschaft Mussolinis nicht mehr verlassen. Sogar sein Schützling Starhemberg wollte dem „Juden“ Fritz Mandl keine Dankbarkeit zeigen und veröffentlichte ein Memoiren-Buch, in dem er keine Rolle spielt.
Dennoch versuchte Mandl seine Beziehungen mit NS-Deutschland zu verbessern. Er ließ verlauten, dass sein Engagement in der austrofaschistischen Miliz nicht gegen den deutschen Anschluss, sondern gegen die Sozialisten gemeint war. Er verbreitete auch, dass er der Sohn einer außerehelichen Beziehung seiner Mutter mit einem katholischen Bischof und deswegen kein Jude sei. Und schließlich rief er die Arbeiter der Hirtenberger Patronenfabrik auf, im Plebiszit für den Anschluss abzustimmen.
Doch all dies tat Mandl aus sicherer Entfernung in der Schweiz. Gleichzeitig hatte er eine schweizerische Firma gegründet, die sämtliche Vermögen der Hirtenberger Patronenfabrik und Mandls erwarb. Die NS-Behörden konnten ihn daher nicht enteignen, ohne dass ein politisches Problem mit der Schweiz entstehen würde. Sie verhandelten mit Mandl im Zürcher Hotel Dolder, ließen seinen Vater Alexander Mandl frei und gestanden ihm eine erhebliche Monatsrente zu.

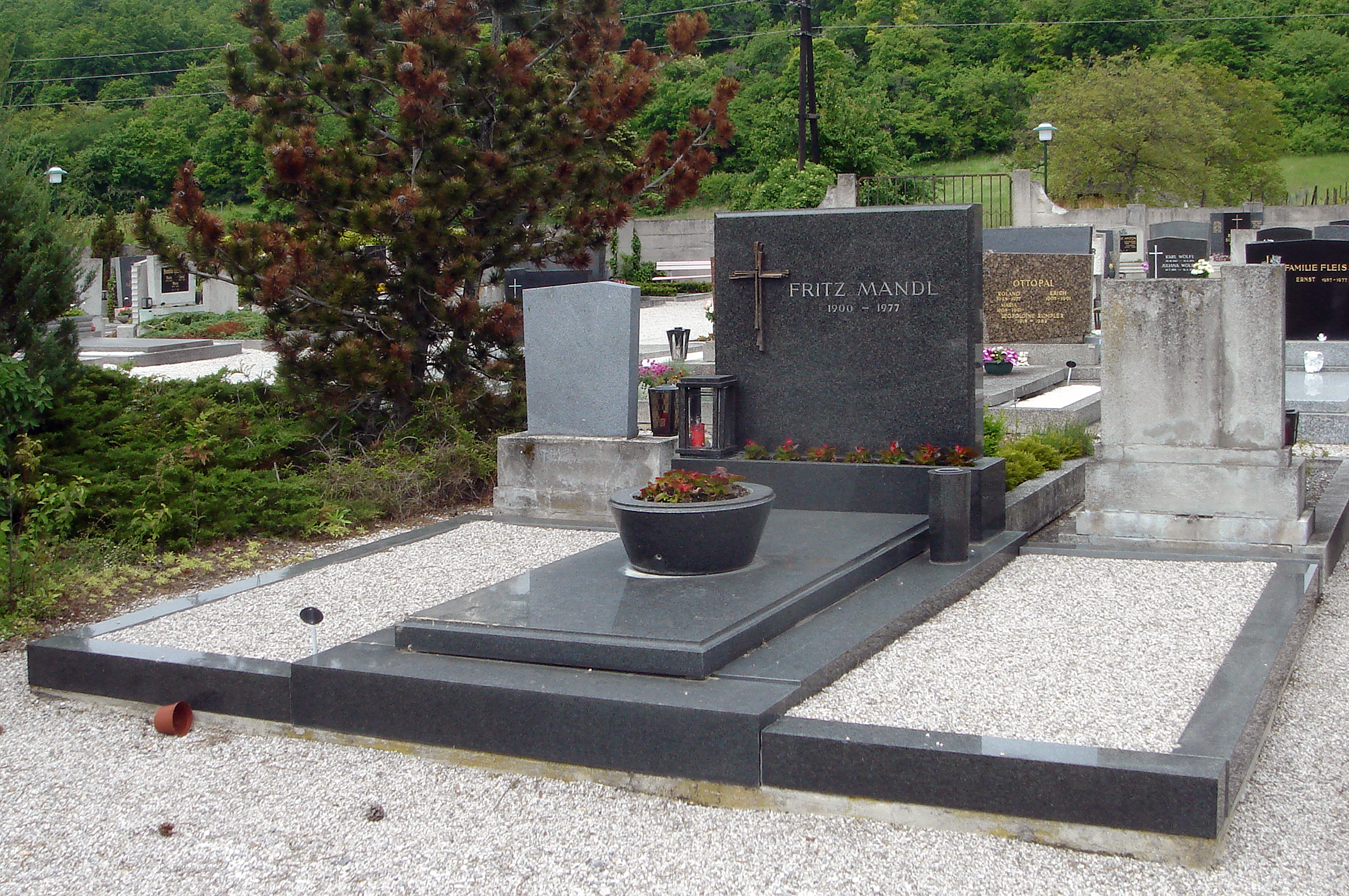
Grabstelle Fritz Mandls am Hirtenberger Friedhof (18. Mai 2010)

In Argentinien führte Mandl noch einen Briefwechsel mit Görings Amt, um die Möglichkeit abzuschätzen, ob ein Joint-Venture für die Herstellung von Eisen möglich wäre. Als sich Großbritannien im Herbst 1940 nicht geschlagen gab, erkannte Mandl, dass der Transport von Eisen über den Atlantik zu unsicher war, und brach den Briefwechsel ab. Mandl investierte in den Wahlkampf von Juan Perón, die Industria Metalúrgica Plástica Argentina (IMPA), eine Fabrik für Handfeuerwaffen im Stadtteil Almagro von Buenos Aires, und Cometa, eine Fahrradfabrik in San Martín (Buenos Aires). Mandls Verbindungsoffizier in Argentinien war Oberst Rudolfo Jeckeln. Mandl nutzte die Dienste der Johann Wehrli & Co. AG. Mandls Freund Mussolini intervenierte für ihn bei Adolf Hitler, was zu folgender Regelung führte: Für die Aufgabe der Geschäftsführung wurden Mandl 170.000 Pfund Sterling und 1.240.000 Reichsmark übergeben sowie sein Vater aus deutscher Geiselhaft entlassen.
1944 erwarb Mandl bei Córdoba ein Anwesen, das heutige Castillo de Mandl.
Auf Betreiben der US-amerikanischen Botschaft in Buenos Aires wurde Mandl am 27. März 1945 verhaftet und ausgewiesen. Mandls Anteile an Unternehmen in Argentinien wurden verstaatlicht und als Rüstungsbetriebe zusammengefasst.
Mandl kam 1955 nach Österreich zurück und übernahm wieder die Hirtenberger Fabrik. Er starb im Jahr 1977 und wurde auf dem Hirtenberger Friedhof begraben.

## TV-Dokumentation
- Der Patronenkönig - Das unheimliche Leben des Fritz Mandl, ORF 2024, abgerufen am 24. November 2024